# بيل بلوم
بيل بلوم (بالإنجليزية: Bill Bloom)‏ هو منتج أسطوانات وملحن وعازف بيانو وكاتب أغاني أمريكي، ولد في 10 ديسمبر 1948.